# Polizeiruf 110: Abschiedslied für Linda
Abschiedslied für Linda ist ein deutscher Kriminalfilm von Christa Mühl aus dem Jahr 1987. Der Fernsehfilm erschien als 116. Folge der Filmreihe Polizeiruf 110.

## Handlung
Es ist Faschingszeit und Versicherungskassiererin Linda Ulmer beginnt am 24. Februar 1987 in einem Hochhaus in Berlin-Weißensee mit der Jahreskassierung, die sie einige Zeit zuvor im Haus durch Aushang bekanntgegeben hat. Am nächsten Morgen ist der Fahrstuhl defekt. Bei dessen Reparatur wird Lindas Leiche gefunden; sie wurde erwürgt. An ihrer Kleidung finden sich bunte Faserspuren. Zeugen sagen zudem aus, sie hätten am Abend einen Mann mit Larve im Haus gesehen. Eine Suche nach dem verkleideten Mann scheint aussichtslos, auch wenn mit Hauptmann Peter Fuchs, Oberleutnant Lutz Zimmermann und Leutnant Thomas Grawe drei Ermittler am Fall arbeiten. Tatmotiv scheinen die Jahresversicherungseinnahmen in Höhe von rund 10.000 Mark gewesen zu sein, die Linda bei sich hatte, die nun jedoch fehlen.
Am Faschingsabend hat die alleinstehende Verkäuferin Beate den Sänger Rikki kennengelernt. Dieser hält sich mit Auftritten auf kleinen Bühnen über Wasser und umgarnt auf seine charmante Art regelmäßig alleinstehende Frauen und verwickelt sie anschließend in vermeintlich lukrative Geschäfte, bei denen er sie um viel Geld erleichtert, ohne jemals Ware zu liefern. 
Linda und Rikki kannten und liebten sich. In Lindas Wohnung findet sich unter anderem Rikkis Single Abschiedslied mit einer Widmung „für Linda“. Zum Tatzeitpunkt war Rikki allerdings nach seinem Auftritt bei der Faschingsfeier mit Beate im Hotelzimmer in Hessenwinkel. Beate wiederum kann zwar bezeugen, dass er am Morgen neben ihr lag, weiß jedoch von den Stunden zuvor nichts, weil sie sehr betrunken war. Rikkis Wagen wurde in der fraglichen Nacht nicht bewegt und das Alibi scheint perfekt.
Beate hat er ein Importauto zu ihrem 40. Geburtstag versprochen und dafür von ihr 10.000 Mark Anzahlung erhalten. Zum Geburtstag erscheinen jedoch weder Auto noch Rikki, und Beate zeigt ihn schließlich bei der Polizei an. Für Oberleutnant Jürgen Hübner ist Rikki kein Unbekannter, so hat er sich gerade von Psychologin Dr. Elisabeth Thiel ein Gutachten über derartige Männer erstellen lassen. Elisabeth ist Beates beste Freundin und will ihr zu ihrem Recht verhelfen, indem sie Rikkis Bekanntschaft macht. Bald lässt Elisabeth deutlich werden, dass sie ein Grundstück sucht, und Rikki will ihr bei der Vermittlung und dem Kauf eines Anwesens schnell behilflich sein. So kann sie ihn auch darum bitten, an einem ihrer Experimente teilzunehmen. Es geht um Rollenspiele, in denen über Diskussionen bestimmte Verhaltensmuster aufgedeckt werden sollen. Rikki ist einverstanden, weiß jedoch nicht, dass alle anderen Teilnehmer bereits von Elisabeth ihre Dialoge vorgegeben bekommen haben. 
Rikki wird zunächst als Vermittler zwischen einem streitenden Vorgesetzten und einer Mitarbeiterin besetzt. Der Vorgesetzte war von der Frau abgewiesen worden und hatte daher während eines Urlaubs der Mitarbeiterin ihren Posten neu besetzt und dies auch beibehalten, als die Frau aus dem Urlaub zurückkam. Nach einer besonnenen Phase als Vermittler bittet Elisabeth Rikki nun, die Rolle des Vorgesetzten einzunehmen. Die Diskussion wird immer mehr zu einer Diskussion über Rikkis möglicherweise rein sexuelles Motiv, in der Faschingsnacht Beate mit auf sein Zimmer zu nehmen. Er verteidigt sich am Ende, dass er nie mit ihr schlafen wollte, sondern sie nur betrunken machen wollte, sodass sie noch schlief, als er ins Zimmer zurückkam. Nach dieser Aussage wird Rikki bewusst, dass er sich gerade selbst verraten hat. 
Peter Fuchs und Jürgen Hübner erscheinen, um ihn festzunehmen. Es wurde inzwischen ein Taxifahrer ermittelt, der Rikki in der Nacht vom abgelegenen Auftrittsort nach Berlin und wieder zurückgefahren hat. Der Schal, den sich Rikki umwirft, ist das letzte Puzzleteil, stammen doch von ihm die Fasern, die an Lindas Oberkörper gefunden wurden. Rikki beteuert, dass er Linda nur das Geld abnehmen wollte, da er durch seinen aufwendigen Lebensstil Schulden gehabt habe. Beim Gerangel im Fahrstuhl sei sie plötzlich leblos zusammengesackt. Rikki wird wegen vorsätzlicher Tötung verhaftet.

## Produktion
Abschiedslied für Linda wurde vom 9. Dezember 1986 bis 13. Februar 1987 in Berlin, Wurzen und Hessenwinkel am Dämeritzsee gedreht. Die Kostüme des Films schuf Helga Dürwald, die Filmbauten stammen von Reinhard Wiegand. Der Film erlebte am 20. Dezember 1987 im 1. Programm des Fernsehens der DDR seine Premiere. Die Zuschauerbeteiligung lag bei 47,6 Prozent.
Es war die 116. Folge der Filmreihe Polizeiruf 110. Hauptmann Peter Fuchs ermittelte in seinem 70. Fall, Oberleutnant Jürgen Hübner in seinem 54. Fall, Oberleutnant Lutz Zimmermann in seinem 13. Fall und Leutnant Thomas Grawe in seinem 11. Fall. Die Kritik schrieb rückblickend, dass „dieser Film mit der Realität in der DDR gut zwei Jahre vor deren Ende fast nichts zu tun [hatte]. Hier lag das Spiel mit dem Verbrechen ganz beim Autor und der Regisseurin […] Hier sollte der Krimi ganz offensichtlich nicht mehr als Spaß bereiten, am heiteren Verdächtigenraten mitzumachen.“